# Penicillium digitatum
Penicillium digitatum (Pers.) Sacc., 1881 è un fungo, appartenente alla famiglia delle Trichocomaceae, noto per essere un patogeno degli agrumi causandone l'imputridimento con formazione di muffa verde. Infetta le ferite della buccia dei frutti agendo da parassita necrotrofo, cresce con ife filamentose e si riproduce asessualmente tramite la produzione di conidiofori. L'odore caratteristico che si genera durante la marcescenza è dovuto alla formazione di metaboliti quali il limonene, valencene, etilene, etanolo, acetato di etile e di metile.

## Descrizione
In natura, P. digitatum adotta una forma di crescita vegetativa filamentosa, producendo ife strette e settate. Durante gli stadi riproduttivi del suo ciclo vitale, P. digitatum si riproduce asessualmente attraverso la produzione di spore asessuali o conidi. I conidi si trovano su conidiofori che possiedono solitamente una delicata struttura asimmetrica, con pareti sottili e lunghezza compresa tra i 70-150 µm. Durante lo sviluppo, il conidioforo si ramifica in tre parti formando una struttura terverticillata, sebbene si osservino pure strutture biverticellate e altre strutture irregolari. All'estremità di ciascuna ramificazione, è presente un altro insieme di rami chiamati metule. Le fialidi sono poste sull'estremità distale di ciascuna metula e possiedono forma variabile da quella classica "a fiala" fino a forme cilindriche, con lunghezza compresa tra i 10-20 µm. I conidi, di forma sferica, ovale, o cilindrica, sono lunghi 6-15 µm; ciascun conidio è aploide e contiene un solo nucleo.

## Ecologia
Penicillium digitatum è una specie ubiquitaria che preferisce i climi più caldi. In natura è spesso associata ai frutti che infetta, rendendo il genere Citrus il suo principale ecosistema. È solamente all'interno di questo genere che P. digitatum può completare il proprio ciclo vitale agendo da necrotrofico. Tuttavia, P. digitatum è stato isolato anche da altre fonti alimentari, incluse nocciole, pistacchi, noci di cola, olive nere, riso, mais e carni. Bassi livelli sono stati riscontrati anche nelle arachidi, soia e sorgo provenienti dal sudest asiatico.

## Fisiologia
Penicillium digitatum è un fungo mesofilo che cresce a una temperatura compresa tra i 6-7 °C e i 37 °C, con una temperatura ottimale di 24 °C. Possiede una tolleranza osmotica relativamente bassa, richiedendo a 25 °C un'attività dell'acqua minima pari 0,90 per la crescita. Tra i composti chimici in grado di influenzarne la crescita, l'acido sorbico esercita un'azione inibitoria a concentrazioni dello 0,02-0,025% a pH 4,7 e dello 0,06-0,08% a pH 5,5. D'altra parte la tiamina accelera la crescita del fungo, e la sua concentrazione viene aumentata metabolicamente in presenza di tirosina, caseina o zinco metallico. In termini di substrati nutritivi, maltosio, acido acetico, acido ossalico e acido tartarico ne supportano scarsamente la crescita. Invece, glucosio, fruttosio, saccarosio, galattosio, acido citrico e acido malico sostengono tutti la crescita del fungo.
La produzione di etilene attraverso il ciclo di Krebs è stata osservata in colture statiche e si pensa che sia collegata allo sviluppo del micelio. L'aggiunta di metionina inibisce tali colture, ma può essere utilizzata per la produzione di etilene dopo la fase di latenza della crescita in colture dinamiche. La produzione osservata in quest'ultimo genere di colture può essere inibita dall'actinomicina D e dalla cicloesimide, e modulata da fosfato inorganico. Inoltre, l'amminoetossivinil glicina e la metossivinil glicina si sono mostrate in grado di inibire sia le colture dinamiche sia quelle statiche. Non è stata osservata alcuna produzione di micotossine o metaboliti secondari da parte di P. digitatum, sebbene questa specie si è dimostrata essere tossica per i gamberi e gli embrioni di pollo.

## Fitopatologia

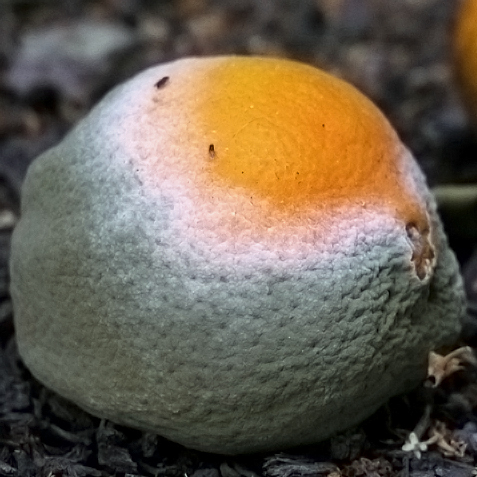
Penicillium digitatum su un'arancia

P. digitatum, insieme a P. italicum, è una delle principali cause del deterioramento degli agrumi che dopo l'infezione diventano marci con la formazione di una tipica muffa verde. Si ritiene che sia responsabile del 90% del deterioramento delle arance durante il periodo di immagazzinamento, causando serie perdite economiche. Il suo ciclo patogeno comincia con la germinazione dei conidi all'interno di una ferita, con il rilascio di acqua e nutrienti sulla superficie del frutto. Dopo l'infezione, a 24 °C ne consegue la rapida crescita del fungo e i sintomi iniziali cominciano ad apparire entro tre giorni. Se la temperatura diminuisce durante l'infezione in atto, si osserva un ritardo dell'insorgenza dei sintomi iniziali. I sintomi iniziali includono una depressione umida sulla superficie che si espande quando il micelio bianco colonizza la maggior parte della superficie del frutto; il centro della massa del micelio diventa infine color verde oliva quando inizia la produzione dei conidi. In prossimità della fine del ciclo della malattia, il frutto diminuisce di dimensione e diventa un guscio secco e vuoto. Questo risultato finale costituisce un tratto distintivo nei confronti delle infezioni causate da P. italicum che produce una muffa blu-verde e fa diventare il frutto viscido.
L'infezione con muffa verde a 25 °C può durare da tre a cinque giorni con livelli di produzione di conidi nei frutti infetti che possono raggiungere 1-2 miliardi di unità. Le infezioni annuali possono verificarsi ovunque dal mese di dicembre a quello di giugno e possono avvenire in qualsiasi momento nel corso della raccolta o durante le fasi successive. La trasmissione può verificarsi meccanicamente o attraverso la dispersione dei conidi che raggiungono così la superficie dei frutti. I conidi spesso risiedono all'interno del suolo ma possono essere presenti anche nell'aria dei luoghi di immagazzinamento contaminati. Essendo un patogeno che agisce penetrando nelle ferite, è necessario che si verifichino delle lesioni all'epidermide di un frutto affinché avvenga l'infezione, e la maggior parte di tali lesioni sono dovute all'impropria manipolazione durante il processo di raccolta. Le lesioni possono essere causate anche da altri eventi come il gelo e i morsi di insetti, e possono essere di entità minore come i danni provocati alle ghiandole oleifere della buccia dei frutti. Anche i frutti caduti al suolo sono suscettibili all'infezione da parte di P. digitatum come è stato notato in Israele, dove P. digitatum infetta i frutti caduti più di P. italicum.
Si ritiene che la patogenicità di P. digitatum sia basata sull'acidificazione del frutto infettato. Durante la marcescenza del frutto, il fungo produce acido citrico e acido gluconico e sequestra gli ioni ammonio all'interno del suo citoplasma. Il basso pH può supportare la regolazione di vari fattori patogeni codificati geneticamente come le poligalattouronasi. Inoltre, P. digitatum è in grado di modificare i meccanismi di difesa delle piante, come l'attività della fenilalanina ammoniaca-liasi, negli agrumi che infetta.
Sperimentalmente P. digitatum si è dimostrato essere in grado di infettare frutti non lesionati attraverso la trasmissione meccanica, sebbene in questo caso sia richiesta una dose infettiva maggiore. Anche le mele sono state infettate in modo limitato. Oltre alle sue interazioni patogene, P. digitatum è stato implicato anche nel naturale acceleramento della maturazione dei frutti verdi e come causa della risposta epinastica in varie piante come la patata, il pomodoro e il girasole.

### Prevenzione
Il controllo della muffa verde si basa inizialmente sul corretto maneggio dei frutti prima, durante e dopo la raccolta. Le spore possono essere ridotte rimuovendo i frutti marci. Il rischio di provocare lesioni all'epidermide può essere ridotto in diversi modi, inclusa la conservazione in condizioni di elevata umidità e bassa temperatura, e la raccolta prima dell'irrigazione o della pioggia per minimizzare la possibilità di danni alla buccia. Possono essere condotte anche pratiche di sverdimento a livelli di umidità superiori al 92% per guarire eventuali ferite.
I fungicidi sono comunemente utilizzati per attuare il controllo chimico. Esempi includono l'imazalil, il tiabendazolo, il benomil e il bifenile, i quali sopprimono tutti il ciclo riproduttivo di P. digitatum. Il trattamento chimico dopo la raccolta consiste solitamente nel lavaggio, condotto a una temperatura compresa tra i 40-50 °C, con detergenti, basi deboli e fungicidi. Sostanze ritenute generalmente sicure come il bicarbonato di sodio, il carbonato di sodio e l'etanolo hanno mostrato di essere in grado di controllare la crescita di P. digitatum diminuendone la velocità di germinazione.
Ceppi resistenti ai comuni fungicidi richiedono l'utilizzo di prodotti alternativi come la formaldeide e il pirimetanil. In alternativa al trattamento chimico è possibile ricorrere ad altre misure che includono il biocontrollo con batteri come Bacillus subtilis, Pseudomonas cepacia e Pseudomonas syringae, così come con lieviti quali Debaryomyces hansenii e Candida guilliermondii. Candida oleophila, Pichia anomala e Candida famata sono in grado di ridurre la malattia nelle clementine e nelle arance Valencia. Nonostante l'abilità di vari agenti di biocontrollo di mostrare attività antagonistica, il biocontrollo non fornisce un controllo completo su P. digitatum ed è perciò usato comunemente insieme a un'altra misura di prevenzione. Misure alternative di controllo includono l'uso di oli essenziali come quelli ricavati da Syzygium aromaticum e Lippia javanica, l'irradiazione con luce ultravioletta, raggi gamma, raggi X, la somministrazione di calore tramite vapore, e peptidi antifungini che penetrano all'interno della cellula.

## Salute umana
P. digitatum causa molto raramente micosi sistemiche negli esseri umani. Vari studi hanno dimostrato la presenza di anticorpi circolanti verso il polisaccaride extracellulare di P. digitatum nel siero umano e di coniglio. Questa presenza si ritiene sia dovuta al consumo di frutti contaminati e/o alla respirazione di aria contaminata con il polisaccaride extracellulare. P. digitatum è potenzialmente in grado di generare una reazione allergica ed esiste in commercio un suo estratto utilizzato nella diagnosi clinica. È stato riportato un caso di polmonite fatale dovuta a P. digitatum, resistente ad antimicotici, in un paziente anziano già affetto da enfisema polmonare, denutrito e probabilmente immunocompromesso.